# Chris Jagger
 (novembre 2011).
Si vous disposez d'ouvrages ou d'articles de référence ou si vous connaissez des sites web de qualité traitant du thème abordé ici, merci de compléter l'article en donnant les références utiles à sa vérifiabilité et en les liant à la section « Notes et références ».
Chris Jagger est un musicien anglais, né le 19 décembre 1947 à Dartford, une ville du Kent située à une vingtaine de kilomètres au sud-est de Londres.
De quatre ans et demi le cadet de Mick Jagger, il sort ses deux premiers albums en 1973 et 1974. La notoriété de son frère aîné lui ayant toujours fait de l'ombre, sa carrière musicale n'a jamais vraiment réussi à décoller. En effet, malgré son talent de musicien, compositeur et parolier, de nombreux journalistes ne peuvent s'empêcher de faire la comparaison avec son frère au lieu d'accepter qu'il ait son propre style,.

## Biographie
Après des études d'art dramatique, Chris Jagger a travaillé dans de multiples domaines, du théâtre au cinéma, en passant par la création de vêtements ou encore la décoration.
Dans les années 1970, son projet d'album avec les Flying Burrito Brothers restera sans suite. Dans les années 1980, il a participé à deux albums des Rolling Stones, Dirty work (1986) et Steel wheels (1989) et travaillé en France avec Franck Langolff, producteur de Vanessa Paradis.
Chris a également été journaliste (articles pour The Daily Telegraph, The Guardian, The Mail on Sunday, The Independent on Sunday, Rolling Stone), écrit et présenté pour BBC radio 2 une émission sur Alexis Korner, un des pionniers du blues britannique, ou encore coproduit un film pour la chaîne Sky Arts : I Got the Blues in Austin.
En Angleterre, il a aussi participé à l'organisation de trois concerts de charité : un au profit de la Bosnie (Bop for Bosnia) et deux autres au profit du Tibet.
Après vingt ans d'absence, son troisième album ne verra le jour qu'en 1994. Depuis cette date, le style a largement évolué et l'on y retrouve un mélange de cajun, zydeco, folk, country, blues et rock,.

## Discographie

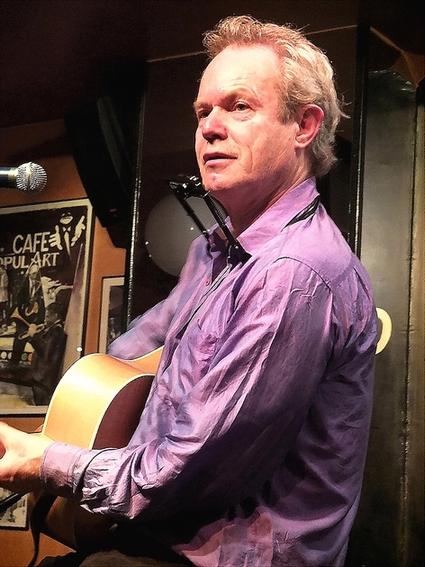
Chris Jagger live in Madrid (2013)

### Albums[5]
- 1973 :	You know the name but not the face
- 1974 :	The adventures of Valentine Vox the ventriloquist
- 1994 :	Atcha
- 1995 :	Rock the Zydeco (édition américaine de Atcha)
- 1996 :	From Lhasa to Lewisham
- 2001 :	Channel fever
- 2006 :	Act of faith
- 2009 :	The ridge
- 2013 :	Concertina Jack
- 2017 :    All the best

### Contributions
- 1976 : No Reason to Cry d'Eric Clapton (chant)
- 1997 : Knights of the blues table - 1 titre : Racketeer Blues (avec Mick Jagger à l'harmonica)
- 2003 : Rick Payne : Sessions - 1 titre : Blue eyes crying
- 2008 : Flipron : Gravity Calling (chant)
- 2005 : Edith Lefel : Mèci - 1 titre : L'isine Fémin
- 2007 : Whatever colors you have in your mind (hommage à Bob Dylan) - 1 titre : To be alone with you
- 2009 : Thank you Georges ! (hommage à Georges Brassens) - 1 titre : First love (La première fille)
- 2010 : Mustique blues festival[6] - 1 titre : Evil

## Filmographie

### Cinéma[7]
- 1972 : Lucifer rising
- 1978 : The Stud
- 1979 : Home Before Midnight
- 1979 : The Bitch
- 1985 : Lifeforce (L'étoile du mal)
- 2000 : Attraction
- 2009 : I Got the Blues in Austin - Coproducteur (Jagger Peyton Films)[8]

### Télévision
- 1979 : BBC2 Playhouse - 1 épisode : Standing in for Henry
- 1980 : Shoestring - 1 épisode : Find the Lady

## Groupes et musiciens

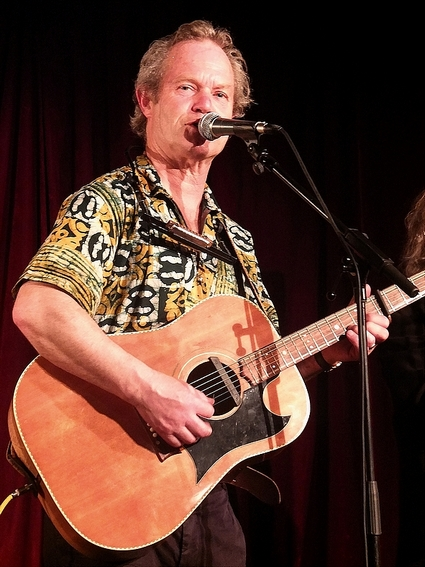
Chris Jagger live in Strasbourg (2013)

### Atcha Acoustic (1996)
- Chris Jagger : Guitare, Harmonica
- Charlie Hart : Violon, Accordéon
- Ben Waters : Piano

### Chris Jagger's Atcha!
- Chris Jagger : Guitare, Harmonica, Planche à laver
- Charlie Hart : Violon, Accordéon, Piano, Basse, Contrebasse
- Malcolm Mortimore : Batterie
- Jim Mortimore : Basse, Guitare, Contrebasse

La première version du groupe comprenait également Paul Emile à la basse, 

Jim Mortimore étant à la guitare.

### Chris Jagger's Acoustic Trio
- Chris Jagger : Guitare, Harmonica
- Elliet Mackrell : Violon, Didgeridoo
- David Hatfield : Contrebasse

En dehors des membres du groupe, plusieurs artistes comme Ed Deane, Dave Stewart, David Gilmour (guitare), Mick Jagger, ou encore Sam Brown (chant) ont ponctuellement collaboré aux albums de Chris Jagger.